# Rönnträsktjärnarna (Degerfors socken, Västerbotten, 715343-168006)
Rönnträsktjärnarna är en sjö i Vindelns kommun i Västerbotten och ingår i Umeälvens huvudavrinningsområde.